# Gittella maxima
Gittella maxima är en kvalsterart som först beskrevs av Balogh och Sandór Mahunka 1981.  Gittella maxima ingår i släktet Gittella och familjen Oppiidae. Inga underarter finns listade i Catalogue of Life.